# إغناطيوس سانشو
تشارلز إغناطيوس سانشو (1729 تقريبًا - 14 ديسمبر 1780) كاتب وملحن بريطاني ومؤيد لإبطال العبودية. ولد سانشو على متن سفينة عبيد في المحيط الأطلسي، ثم بيع للرق في مستعمرة غرينادا الجديدة الإسبانية. بعد وفاة والدَي سانشو، أخذ المالكُ اليتيمَ ذا العامين إلى إنجلترا وأهداه لثلاث أخوات من غرينتش حيث ظل عبدًا لهن ثمانية عشر عامًا. لم يعد سانشو يطيق خدمتهن، فهرب إلى منزل مونتاغو حيث علمه مالك المنزل القراءة ورعى بذور اهتمامه بالأدب. غادر سانشو المنزل بعد قضاء فترة في خدمته، ثم افتتح متجره الخاص، وبدأ أيضًا كتابة العديد من المقالات والمسرحيات والكتب ونشره.
سرعان ما انخرط سانشو في الحركة البريطانية الناشئة لإبطال العبودية التي سعت إلى حظر كل من تجارة العبيد ومؤسسة العبودية نفسها، وأصبح من المؤيدين المخلصين للحركة. إن وضع سانشو كصاحب أملاك ذكر عنى أنه مؤهل قانونيًا للتصويت في الانتخابات العامة، وهو حق مارسه في عامي 1774 و 1780، ليكون أول بريطاني أسود معروف يصوت في بريطانيا. اشتهر سانشو في بريطانيا بلقب «الزنجي الاستثنائي»، وأصبح في نظر الإبطاليين البريطانيين رمزًا لإنسانية الأفارقة وعدم أخلاقية تجارة العبيد والعبودية. توفي سانشو في عام 1780، وبعد عامين من وفاته حُرِّر كتابه ونشر بعنوان «رسائل الأفريقي الراحل إغناطيوس سانشو» وهو من أقدم الروايات المكتوبة عن العبودية الأفريقية باللغة الإنجليزية من تجربة شخصية.

## نشأته
ولد تشارلز إغناطيوس سانشو على متن سفينة عبيد تعبر المحيط الأطلسي فيما كان يُعرف باسم الممر الأوسط. توفيت والدته بعد وقت قصير من وصولها إلى مستعمرة غرناطة الجديدة الإسبانية التي تشكل حاليًا أجزاء من كولومبيا والإكوادور وبنما وفنزويلا. وقيل أن والده آثر الانتحار على العيش عبدًا. اصطحب مالك سانشو اليتيم الصغير الذي لم يبلغ العامين بعد إلى إنجلترا وأعطاه لثلاث أخوات غير متزوجات يعشن معًا في غرينتش حيث عاش في الفترة من 1731 إلى 1749. أُعجب دوق مونتاغو -الزائر المتردد إلى منزل الأخوات- بفطنة سانشو وصراحته ودماثته، فشجعه على القراءة وأعاره كتبًا من مكتبته الشخصية في بلاكهيث.

## حياته في بريطانيا
زاد التعليم غير الرسمي الذي نهل منه سانشو توقه إلى الحرية في غرينتش، فهرب إلى منزل مونتاغو في عام 1749. عمل سانشو رئيسًا للخدم في مكان إقامة دوقة مونتاغو مدة عامين وحتى وفاتها عام 1751، وهناك انغمس في الموسيقى والشعر والقراءة والكتابة. عند وفاتها في 1751، تقاضى سانشو معاشًا سنويًا قدره 30 جنيهًا إسترلينيًا (7000 جنيه إسترليني تقريبًا في عام 2020 وفقًا لآلة حساب التضخم في بنك إنجلترا) وأجر عام كامل. خلال ستينيات القرن الثامن عشر، تزوج سانشو امرأة من الهند الغربية تدعى آن أوزبورن، وكان زوجًا وأبًا مخلصًا. أنجبا سبعة أطفال: فرانسيس جوانا وآن أليس وإليزابيث بروس وجوناثان ويليام وليديا وكاثرين مارغريت وويليام ليتش أوزبورن. قبيل ولادة طفلهما الثالث، أصبح سانشو خادمًا لجورج مونتاغو، صهر راعيه السابق. ظلّ سانشو خادمًا حتى عام 1773.